# Restio virgeus
Restio virgeus är en gräsväxtart som beskrevs av Maxwell Tylden Masters. Restio virgeus ingår i släktet Restio och familjen Restionaceae. Inga underarter finns listade i Catalogue of Life.